# خداآفرید
خداافرید روستایی در دهستان رقه، بخش ارسک شهرستان بشرویه است.